# Rhaebo colomai
A Rhaebo colomai a kétéltűek (Amphibia) osztályába, a békák (Anura) rendjébe és a varangyfélék (Bufonidae) családjába tartozó faj. 2015-ig az azóta a Rhaebo fiatalabb szinonímájaként használt Andinophryne nembe tartozott Andinophryne colomai néven.

## Előfordulása
A Rhaebo colomai Ecuador endemikus faja. Az ország északnyugati részén, az Andok erdővel borított magaslatain, 1100-1400 méter magasságban honos. Korlátozott élőhelye és élőhelyének fenyegetettsége miatt súlyosan veszélyeztetett fajnak számít. 1984 szeptembere óta nincs róla feljegyzés, az azóta történt kutatólátogatások sem találták meg egyedeit. 

## Természetvédelem
Élőhelyét súlyosan veszélyezteti a mezőgazdaság és a fakitermelés. A növényvédő szerek szintén káros hatással vannak élőhelyére.